# Inmunodeficiencia
La inmunodeficiencia es un estado patológico 
en el que el sistema inmunitario no cumple con el papel de protección que le corresponde dejando al organismo vulnerable a la infección. Las inmunodeficiencias causan a las personas afectadas una gran susceptibilidad a padecer infecciones y una mayor prevalencia de cáncer. Las personas con inmunodeficiencia normalmente se tratan con la inmunidad pasiva para superar infecciones.

## Tipos
Las inmunodeficiencias pueden ser primarias (o congénitas) y secundarias (o adquiridas).[cita requerida]

### Primarias o congénitas
Las primarias se manifiestan, salvo algunas excepciones, desde la infancia, y se deben a defectos congénitos que impiden el correcto funcionamiento del sistema inmunitario.
Por ejemplo en la agammaglobulinemia en el síndrome de DiGeorge.

### Secundarias o adquiridas
Las secundarias, en cambio, son el resultado de la acción de factores externos, como desnutrición, cáncer, medicamentos o diversos tipos de infecciones. Un ejemplo de inmunodeficiencia adquirida es el SIDA.
Donde se presenta también una tendencia a contraer infecciones oportunistas o de patógenos poco comunes.

## Causas
La inmunodeficiencia (debilidad del sistema inmunitario) puede tener gran variedad de causantes, entre ellas los defectos genéticos, la desnutrición, la edad, las enfermedades de la médula ósea, enfermedades renales, cáncer, medicamentos e infecciones, como por ejemplo el virus de inmunodeficiencia humana (VIH o sida).

## Clasificación
La clasificación de las inmunodeficiencias propuesta por la OMS en 1978 las clasifica según el efector de la respuesta inmunitaria afectado:
1. Carencia de los linfocitos B.
2. Carencia de los linfocitos T.
3. Carencia combinada de linfocitos B y T.
4. Disfunciones de los fagocitos.
5. Carencia en el sistema del complemento.

Entre las inmunodeficiencias congénitas existen ejemplos de cada una de estas cinco categorías, mientras que las inmunodeficiencias adquiridas suelen pertenecer a la categoría número 3.